# Transylvania County
Transylvania County ist ein County im Bundesstaat North Carolina der Vereinigten Staaten. Der Verwaltungssitz (County Seat) ist Brevard, das nach Ephraim Brevard, einem Lehrer und Chirurgen, benannt wurde.

## Geographie
Das County liegt im Westen von North Carolina, grenzt im Süden an South Carolina und hat eine Fläche von 986 Quadratkilometern, wovon 6 Quadratkilometer Wasserfläche sind. Es grenzt im Uhrzeigersinn an folgende Countys: Henderson County, Jackson County und Haywood County.
Transylvania County ist in neun Townships aufgeteilt: Boyd, Brevard, Catheys Creek, Dunns Rock, Eastatoe, Gloucester, Hogback, Rosman und Little River.

## Geschichte
Transylvania County wurde am 15. Februar 1861 aus Teilen des Henderson County und des Jackson County gebildet. Der Name des Countys ist dem Lateinischen entlehnt, wobei trans ‚jenseits‘ und silva ‚Wald‘ bedeutet. Dies weist auf die Lage des Countys westlich der Appalachen hin.

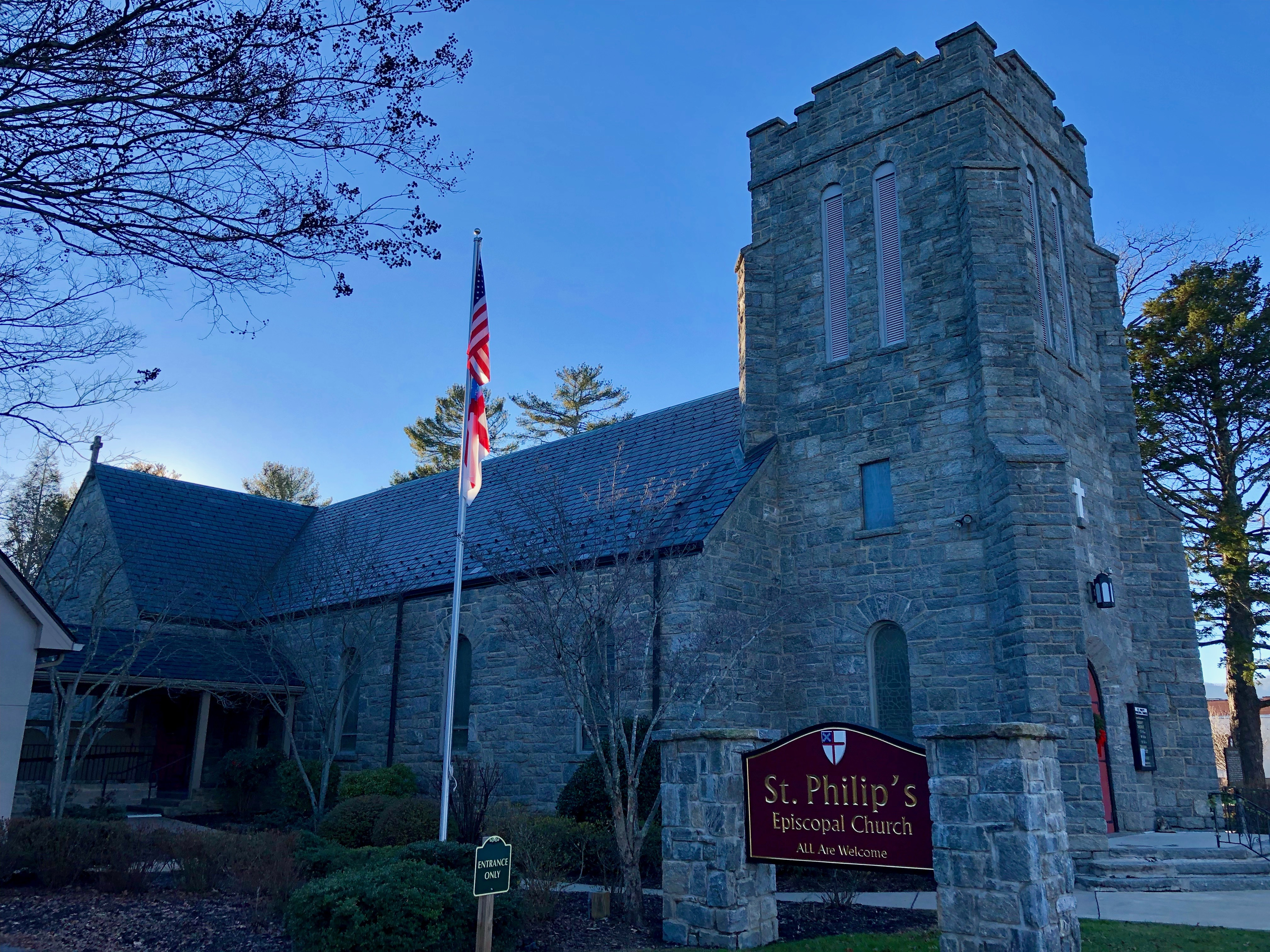
Die St. Philip’s Episcopal Church (2019) ist einer von 22 Einträgen des Countys im National Register of Historic Places.

21 Bauwerke und Stätten des Countys sind insgesamt im National Register of Historic Places eingetragen (Stand 16. März 2018).

## Demografische Daten
Nach der Volkszählung im Jahr 2000 lebten im Transylvania County 29.334 Menschen in 12.320 Haushalten und 8.660 Familien. Die Bevölkerungsdichte betrug 30 Einwohner pro Quadratkilometer. Ethnisch betrachtet setzte sich die Bevölkerung zusammen aus 93,67 Prozent Weißen, 4,21 Prozent Afroamerikanern, 0,28 Prozent amerikanischen Ureinwohnern 0,38 Prozent Asiaten, 0,02 Prozent Bewohnern aus dem pazifischen Inselraum und 0,31 Prozent aus anderen ethnischen Gruppen; 1,12 Prozent stammten von zwei oder mehr Ethnien ab. 1,02 Prozent der Bevölkerung waren spanischer oder lateinamerikanischer Abstammung.
Von den 12.320 Haushalten hatten 25,1 Prozent Kinder unter 18 Jahren, die bei ihnen lebten. 58,6 Prozent davon waren verheiratete, zusammenlebende Paare, 8,7 Prozent waren allein erziehende Mütter und 29,7 Prozent waren keine Familien. 26,1 Prozent waren Singlehaushalte und in 12,4 Prozent lebten Menschen mit 65 Jahren oder älter. Die Durchschnittshaushaltsgröße betrug 2,30 und die durchschnittliche Familiengröße war 2,74 Personen.
20,4 Prozent der Bevölkerung waren unter 18 Jahre alt. 8,2 Prozent zwischen 18 und 24 Jahre, 23,1 Prozent zwischen 25 und 44 Jahre, 26,9 Prozent zwischen 45 und 64, und 21,4 Prozent waren 65 Jahre alt oder Älter. Das Durchschnittsalter betrug 44 Jahre. Auf alle weibliche Personen kamen 92,7 männliche Personen. Auf alle Frauen im Alter von 18 Jahren oder darüber kamen 89,5 Männer.
Das jährliche Durchschnittseinkommen eines Haushalts betrug 38.587 $ und das jährliche Durchschnittseinkommen einer Familie betrug 45.579 $. Männer hatten ein durchschnittliches Einkommen von 31.743 $ gegenüber den Frauen mit 21.191 $. Das Prokopfeinkommen betrug 20.767 $. 9,5 Prozent der Bevölkerung und 6,6 Prozent der Familien lebten unterhalb der Armutsgrenze. 11,8 Prozent von ihnen sind Kinder und Jugendliche unter 18 Jahre und 7,0 Prozent sind 65 Jahre oder älter.